# Nybodflöten
Nybodflöten är ett naturreservat i Hoans övre dalgång, Härjedalens kommun,  Jämtlands län.
Området är naturskyddat sedan 1969 och är 150 hektar stort. Reservatet består av myrmark med vattendrag och blandskog med gamla tallar.